# 北馬其頓經濟
北馬其頓經濟在1991年南斯拉夫解體後失去重點保護市場和大量中央轉移支付，而成為最貧窮的共和國（只佔聯邦商品和服務總輸出的5％）。直到1996年，該國經濟增長受基礎設施缺乏、聯合國對南斯拉夫聯邦共和國最大市場的制裁和希臘經濟禁運等因素所阻礙。
工人匯款和外國援助穩定隨後波動性的復蘇期間。國內生產總值除了2001年逐年上升，在2000年上升5％。然而，經濟增長在1999年因科索沃戰爭造成的嚴重區域經濟混亂而受拖累。
2000年私有化成功，使該國儲備急增至超過7億美元。此外，該國領導貫徹經濟改革、自由貿易和區域融合的承諾。該國能滿足基本糧食需求，但所有石油、天然氣和大部分現代化機械零件依賴外地供應。由於石油價格高企，通貨膨脹在2000年躍升至11％。

## 歷史
自奧斯曼帝國初期，該國由斯科普里區和薩洛尼卡省管理，經濟幾乎一直集中在經營牧場和種植葡萄的農業。在工業時代，經濟從農業轉型至工業。該國在奧斯曼帝國負責大量紡織品出產和其他數種貨物，但一直持續使用過時的貨物生產技術。在塞爾維亞王國的統治下，該國經濟停滯不前。
第二次世界大戰結束後，馬其頓獲得貝爾格萊德聯邦（Federal Belgrade）的補貼，經濟開始復蘇，補貼協助當地重建失去的工業，把農本經濟轉型至工業經濟，全國各地出現新工業中心如韋萊斯、比托拉、什蒂普和庫馬諾沃。此前，斯科普里是該國唯一的工業中心，擴大至其他幾個南斯拉夫社會主義聯邦共和國的城市。
在南斯拉夫社會主義聯邦共和國倒台後，當地經濟經歷幾次破壞性的衝擊，包括西方對南斯拉夫共同市場實施禁運、希臘對馬其頓地名實施禁運。經濟於1995年開始復蘇，在2001年阿爾巴尼亞裔族叛亂後全面復蘇。該國的國內生產總值按年平均增長6％，直到2008年出現環球經濟危機，其經濟與世界各地一起萎縮。馬其頓的銀行需遵從嚴格的規則，因此受全球金融危機的影響不大。今天，該國債務佔國內生產總值的比例保持較低水平，德國、法國、奧地利和其他國家的公司恢復對該國投資的興趣。

## 經濟活動

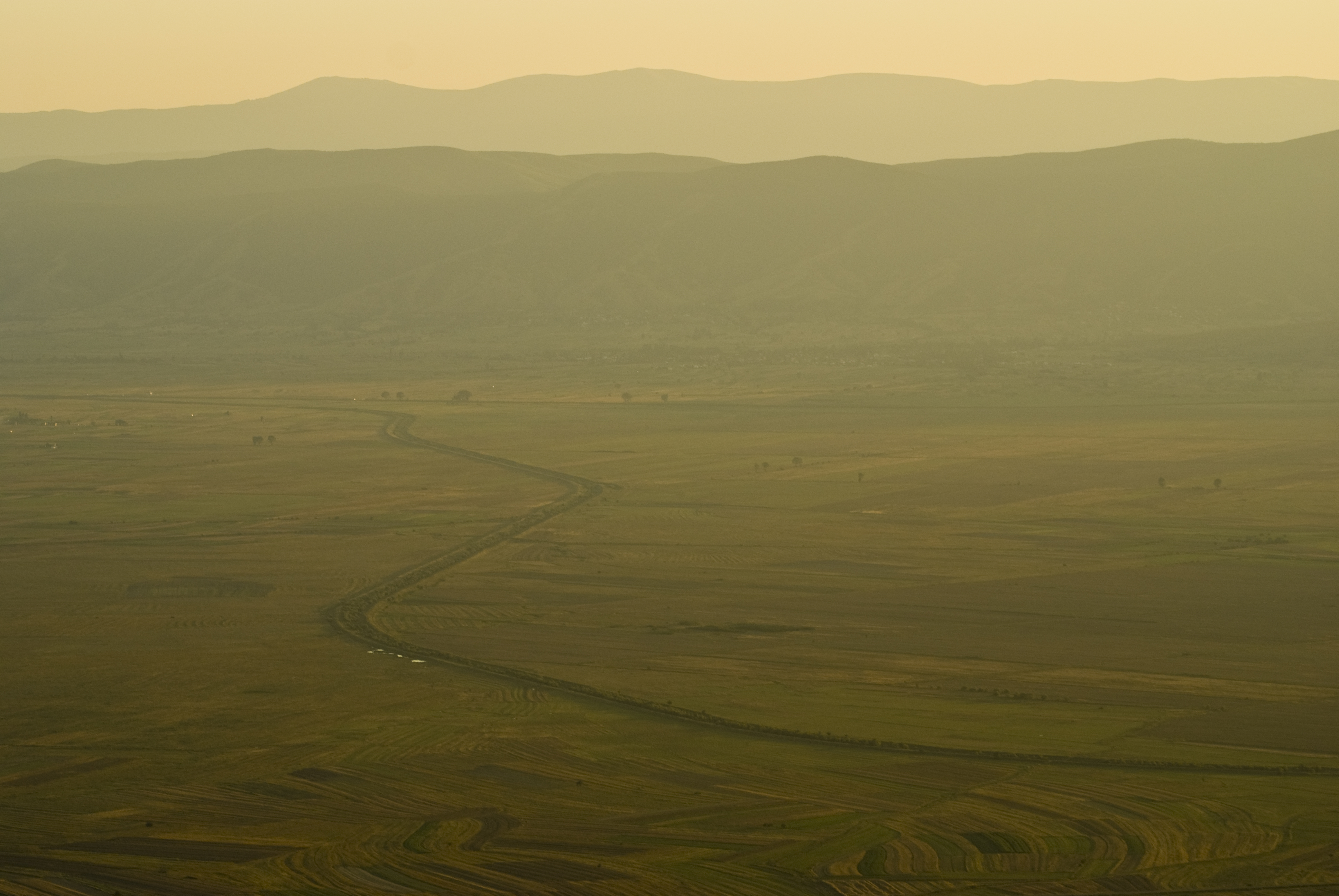
馬其頓的糧倉地區

由於擁有強大的銀行和貿易關係，馬其頓容易受到歐洲經濟發展的影響，經濟持續增長依賴地區融合和成為歐盟成員國。1991年9月獨立時，該國是南斯拉夫共和國中最不發達的國家，只佔商品和服務量的5％。南斯拉夫社會主義聯邦共和國的崩潰後，中央政府的轉移支付停止，失去屬於事實上自由貿易區的優勢。基礎設施困乏、聯合國制裁、希臘經濟封鎖，均在1996年前一直阻礙經濟增長。此後，該國的通貨膨脹偏低，宏觀經濟保持穩定，雖然在財政和商業方面推行大規模改革，但在吸引外國投資和創造就業機會方面仍落後於地區水平。官方公布的失業率高達31.2%，但因數字不包括佔國內生產總值20%至45%的地下經濟活動，失業率可能被高估。在全球經濟衰退之下，該國的外商直接投資下跌，信貸供應降低，出現大幅度貿易赤字。然而，由於財政政策保守和金融體系穩健，國家信用評級在2010年微升至BB+，並在2011年保持水平。在穩健的貨幣政策下，貨幣與歐元掛鉤，宏觀經濟保持穩定。2010年和2011年，國內生產總值溫和增長，通貨膨脹受到控制。馬其頓國家統計局最新數據顯示，2012年整體生產量較2011年下跌6.6％。

### 宏觀經濟

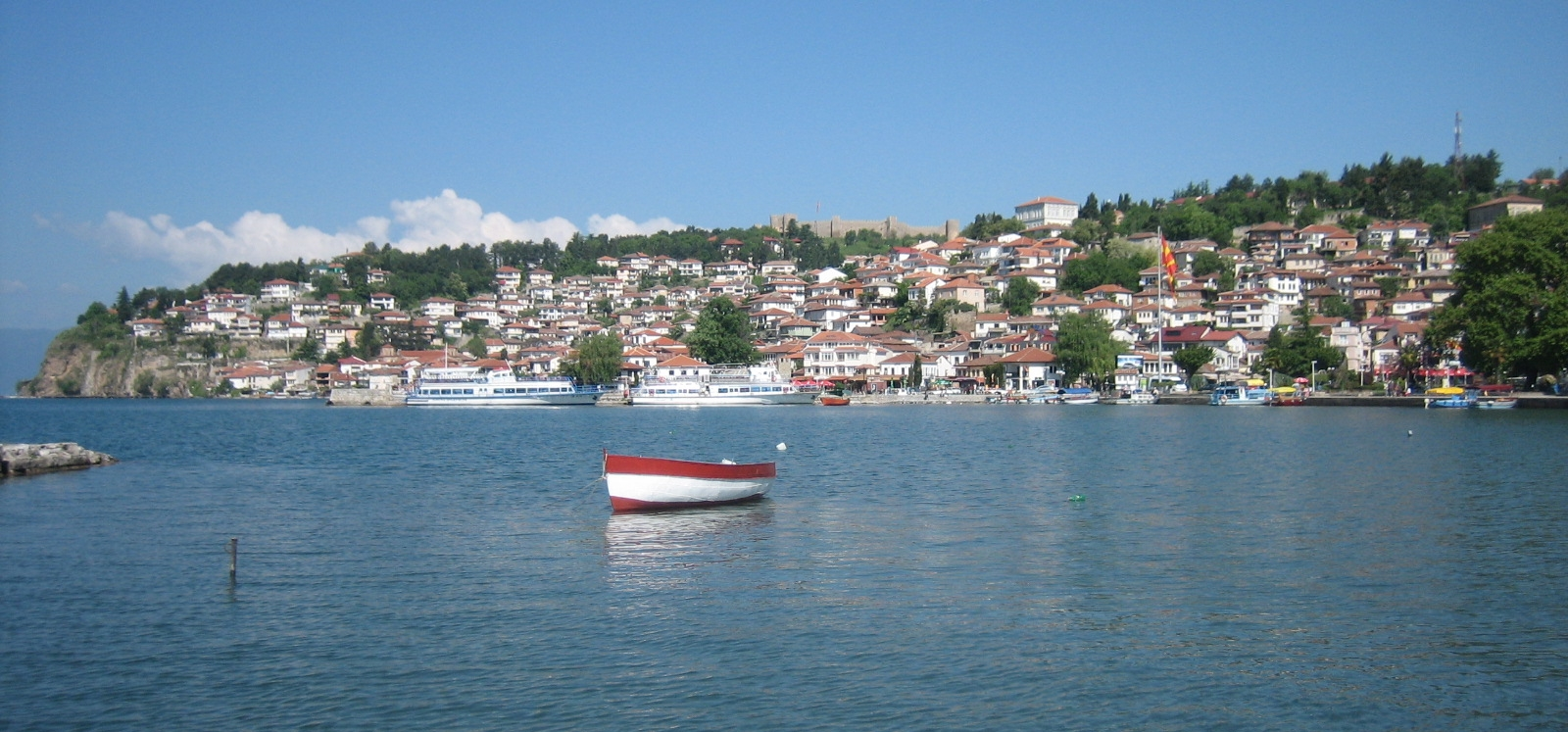
奧赫里德是馬其頓的熱門旅遊目的地

2011年上半年的實際國內生產總值增加5.2％，建築業增長23.6％，採礦業、採石業和製造業增長13.2％，批發和零售業增長12.4％，交通和通訊服務業增長4.2％。2011年首8個月的工業產量較2010年同期高出7.5％。公共債務和外債偏低，外匯儲備水平適中，使貨幣政策進一步放寬，中央銀行把基準利率下調至4％。能源、燃料和食品在國際市場上的價格上漲，使通脹率在2011年上半年上升，但後來在9月底下降到年率3.4％。官方公布的失業率在2011年第二季度下降至31.3％，但仍然是歐洲最高水平之一。很多人從事地下經濟活動，很多專家估計實際失業率介乎20％至25％。

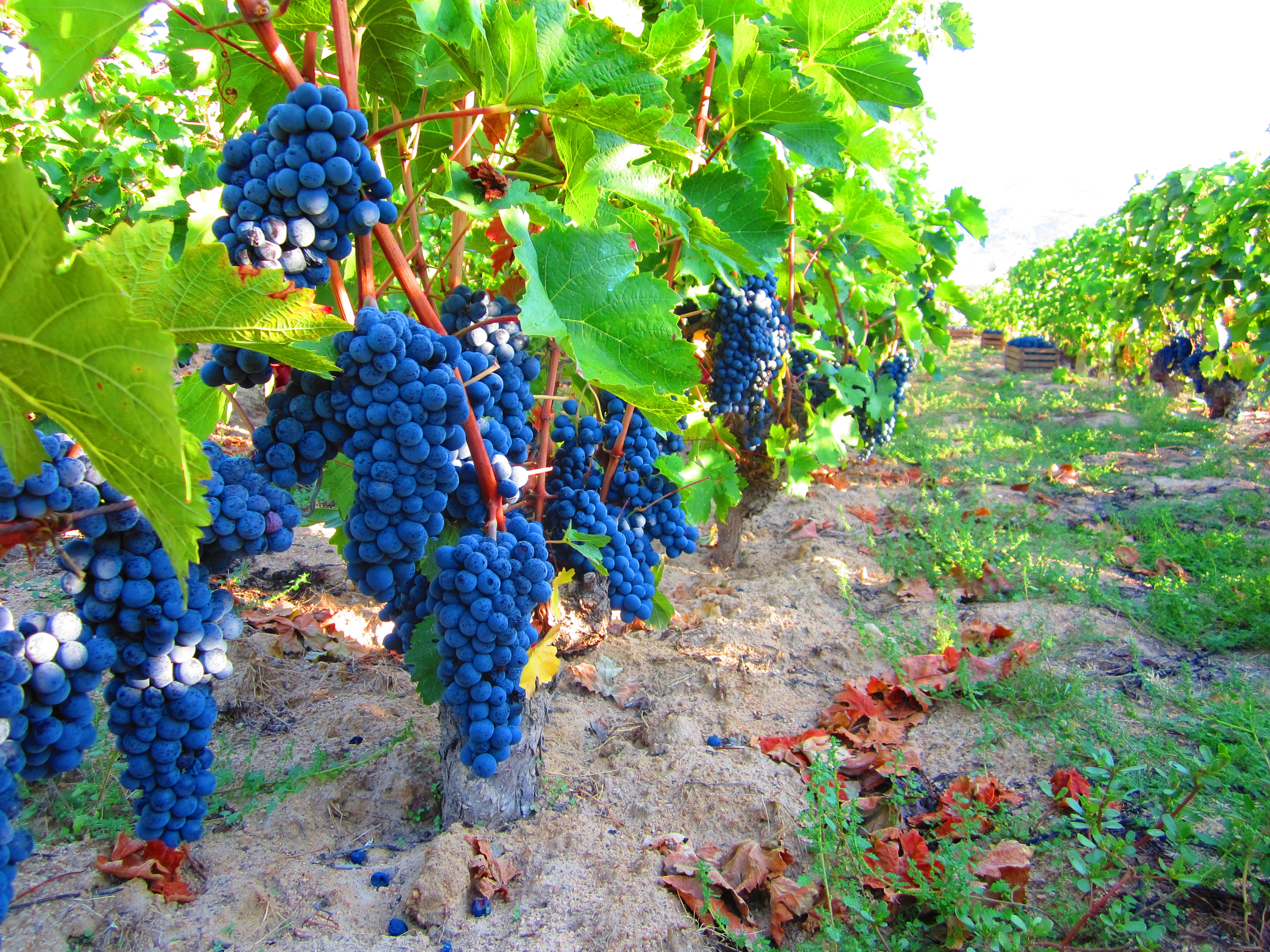
馬其頓的葡萄園

政府預算普遍在預測之內，2011年8月底的預算赤字達國內生產總值的2％左右，財政管理機構似乎致力把該年赤字保持在國內生產總值的2.5％的預期目標以下。除了3月的2.2億歐元（約合2.98億美元）是來自國際貨幣基金組織的預防性信用額度（Precautionary Credit Line），國內借款是融資的主要來源。然而，該年年底的融資依然短缺約5至6千萬歐元（約6,700至8,100萬美元），政府計劃以國際資本市場借貸償還，並獲得世界銀行的政策性擔保。中央政府的公共債務佔國內生產總值的26％，水平仍然偏低，但比例每年逐漸增加。雖然央行降低票據利率，但自2009年沒有改變銀行的流動性指標或存款準備金，在2011年前三個季度遏制信貸增長至7.5％。該國總理尼古拉·格魯埃夫斯基指，政府將在2013年2月前向私營機構全數償還債務，以提高經濟的整體流動性。
2010年，該國的主要貿易夥伴正從經濟危機中緩慢復蘇，尤其是歐盟成員國，因此對外貿易掙扎。該國的基數非常低，出口增長在2011年首8個月達到41.7％，超過進口增長36.8％。貿易赤字增加至國內生產總值的18.3％，接近全年目標的21.9％。與此同時，經常賬戶赤字顯著改善，全年預測向上修訂至國內生產總值的5.5％，這主要是由於經常轉移的流入量高出4.4％，大多在夏季期間，外商直接投資在2011年7月底只有2.372億美元。外匯儲備保持在26億美元左右，能涵蓋4個月的進口量和短期債務水平的110％左右。
2010年10月，世界銀行理事會向該國批准新的國家合作戰略，適用於2011年至2014年。該戰略將在首兩年為該國提供約一億美元的資金援助，以提高競爭力、加強就業和社會保護，並增加使用可持續能源。援助還包括世界銀行承諾以政策性擔保（policy-based guarantee）的形式，向政府提供3千萬美元的直接預算援助，方便該國從國際資本市場取得融資，程序在2011年11月開展。
2011年1月，馬其頓成為首個國家獲得國際貨幣基金組織的預防性信貸額度，這個計劃在超過2年向該國批行4.75億歐元（約合6.75億美元）的信用額度，只可在外部衝擊時使用。在廣泛磋商後，國際貨幣基金組織於2010年10月和12月批准信用額度，預計將不會從預防性信用額度的額外提款。
2012年1月，美國保守智庫傳統基金會和《華爾街日報》發布2012年經濟自由度指數，該國的經濟自由度是該地區最高的國家。

### 宏觀經濟趨勢
| GDP                                 | GDP  | GDP   | GDP   | GDP   | GDP   | GDP  | GDP  | GDP  | GDP  | GDP  | GDP   | GDP  | GDP  | GDP  | GDP  | GDP  | GDP  | GDP  | GDP  | GDP  | GDP   | GDP   | GDP   | GDP   | GDP   | GDP   |
| ----------------------------------- | ---- | ----- | ----- | ----- | ----- | ---- | ---- | ---- | ---- | ---- | ----- | ---- | ---- | ---- | ---- | ---- | ---- | ---- | ---- | ---- | ----- | ----- | ----- | ----- | ----- | ----- |
| 年                                  | 1991 | 1992  | 1993  | 1994  | 1995  | 1996 | 1997 | 1998 | 1999 | 2000 | 2001  | 2002 | 2003 | 2004 | 2005 | 2006 | 2007 | 2008 | 2009 | 2010 | 2011  | 2012  | 2013  | 2014  | 2015  | 2016  |
| 國內生產總值 (十億美元)             | 15.5 | 2.3   | 2.5   | 3.3   | 4.4   | 4.4  | 3.7  | 3.5  | 3.6  | 3.5  | 3.4   | 3.7  | 5.0  | 5.9  | 5.7  | 6.9  | 8.6  | 9.1  | 9.7  | 9.1  | 10.1  | 10.7  | 11.4  | 12.2  | 13.0  | 13.8  |
| 國內生產總值 (購買力平價，十億美元) | 10.7 | 10.3  | 9.7   | 9.7   | 9.8   | 10.1 | 10.5 | 10.9 | 11.6 | 12.4 | 12.1  | 12.4 | 13.0 | 14.3 | 15.4 | 16.7 | 18.3 | 19.6 | 19.6 | 19.9 | 20.8  | 21.8  | 23.0  | 24.3  | 25.7  | 27.2  |
| 國內生產總值增長率                  | n/a  | -6.6% | -7.5% | -1.8% | -1.1% | 1.2% | 1.3% | 3.3% | 4.3% | 4.5% | -4.5% | 0.8% | 2.8% | 4.6% | 4.3% | 4.9% | 6.1% | 5.0% | 0.9% | 0.7% | 2.9%  | 3.6%  | 4.1%  | 4.0%  | 3.9%  | 3.9%  |
| 人均國內生產總值 (美元)             | 8115 | 1201  | 1315  | 1734  | 2269  | 2232 | 1883 | 1795 | 1837 | 1785 | 1704  | 1861 | 2489 | 2930 | 2801 | 3387 | 4252 | 4468 | 4749 | 4431 | 4911  | 5228  | 5525  | 5908  | 6290  | 6654  |
| 人均國內生產總值 (購買力平價)       | 5617 | 5341  | 5025  | 5013  | 5031  | 5153 | 5298 | 5512 | 5811 | 6182 | 6016  | 6149 | 6443 | 7049 | 7599 | 8225 | 8962 | 9600 | 9584 | 9727 | 10112 | 10608 | 11176 | 11176 | 12430 | 13135 |
| 來源:國際貨幣基金組織 [11]          |      |       |       |       |       |      |      |      |      |      |       |      |      |      |      |      |      |      |      |      |       |       |       |       |       |       |

### 貿易

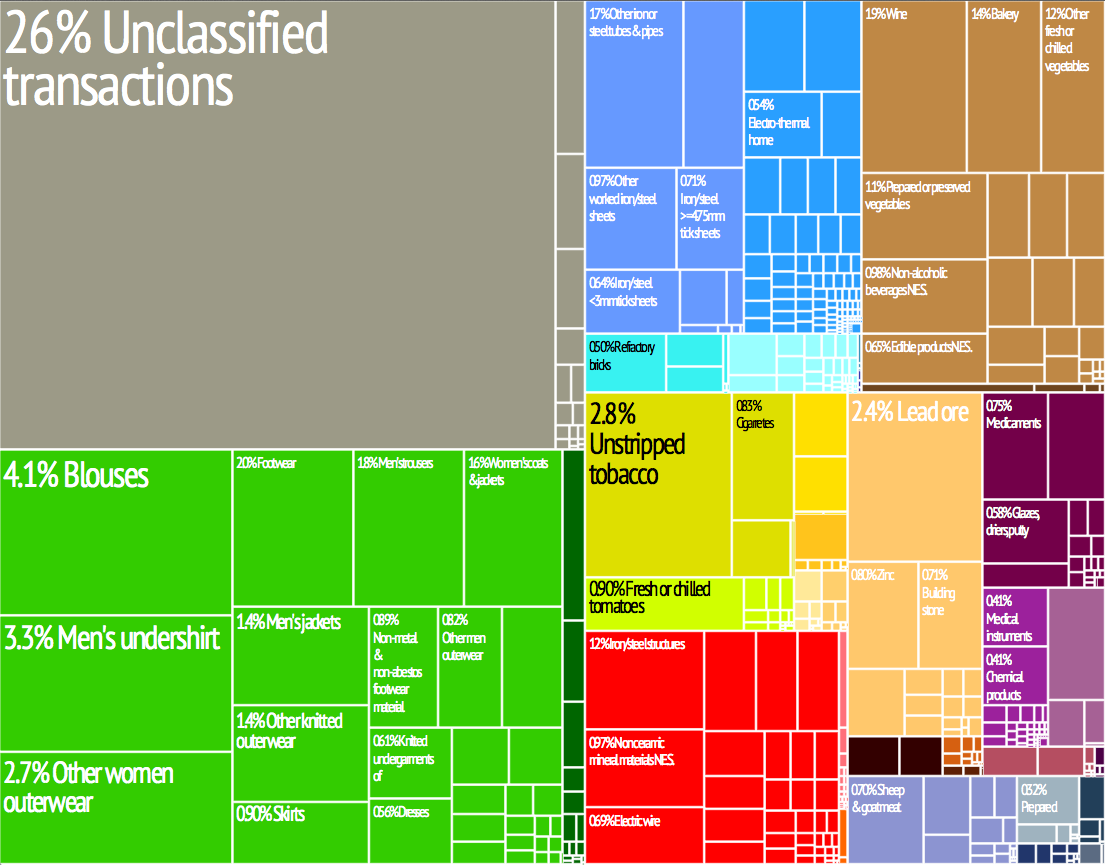
馬其頓出口產品類別

馬其頓仍然致力加入歐盟和北約，於2003年4月成為世界貿易組織（WTO）的正式成員國。在1997年與歐盟簽署合作協議後，馬其頓於2001年4月與歐盟簽署《穩定與結盟協定》，免稅進入歐洲市場。2005年12月，該國向前邁進一步，取得入盟候選國地位。該國自1994年以來一直有外貿逆差，在2008年創下歷史新高的28.73億美元，佔國內生產總值的30.2％。2010年的商品及服務進出口貿易總額為87.52億美元，貿易赤字21.49億美元，佔國內生產總值的23.4％。2011年首8個月，貿易總額為74.7億美元，貿易赤字為17.78億美元。歐盟國家是馬其頓的重要貿易夥伴，佔總額的56.5％，其他主要貿易夥伴有德國、希臘、塞爾維亞、保加利亞、俄羅斯和意大利。2010年該國和美國之間的貿易總額為1.17億美元，在2011年首8個月為6,500萬美元，主要進口禽肉、電氣機械及器材，而出口有煙草、服裝、鐵和鋼。
馬其頓與烏克蘭、土耳其和歐洲自由貿易協會（瑞士、挪威、冰島和列支敦士登）簽訂雙邊自由貿易協定。
該國加入中歐自由貿易協定，取代與阿爾巴尼亞、波斯尼亞和黑塞哥維那、克羅地亞、塞爾維亞、黑山、科索沃共和國和摩爾多瓦的雙邊協定。
該國與多個國家簽訂外商直接投資促進及保護協定，包括阿爾巴尼亞、奧地利、波斯尼亞和黑塞哥維那、保加利亞、白俄羅斯、比利時、盧森堡、德國、埃及、伊朗、意大利、印度、西班牙、塞爾維亞、黑山、中國、韓國、馬來西亞、波蘭、羅馬尼亞、俄羅斯、斯洛文尼亞、土耳其、烏克蘭、匈牙利、芬蘭、法國、荷蘭、克羅地亞、捷克共和國、瑞士和瑞典。

### 失業
失業是該國經濟一直存在的問題，大比例合資格的勞動力找不到工作，許多人在南斯拉夫解體後失去工作。結果，全國失業率仍然高於三成，徘徊在32％至36％之間，而區域失業率介乎11.5％（東南地區）至62.8％（東北地區）。

## 外部連結
- Ministry of Economy of Republic of Macedonia
- Invest Macedonia （页面存档备份，存于）